# علم الشهب

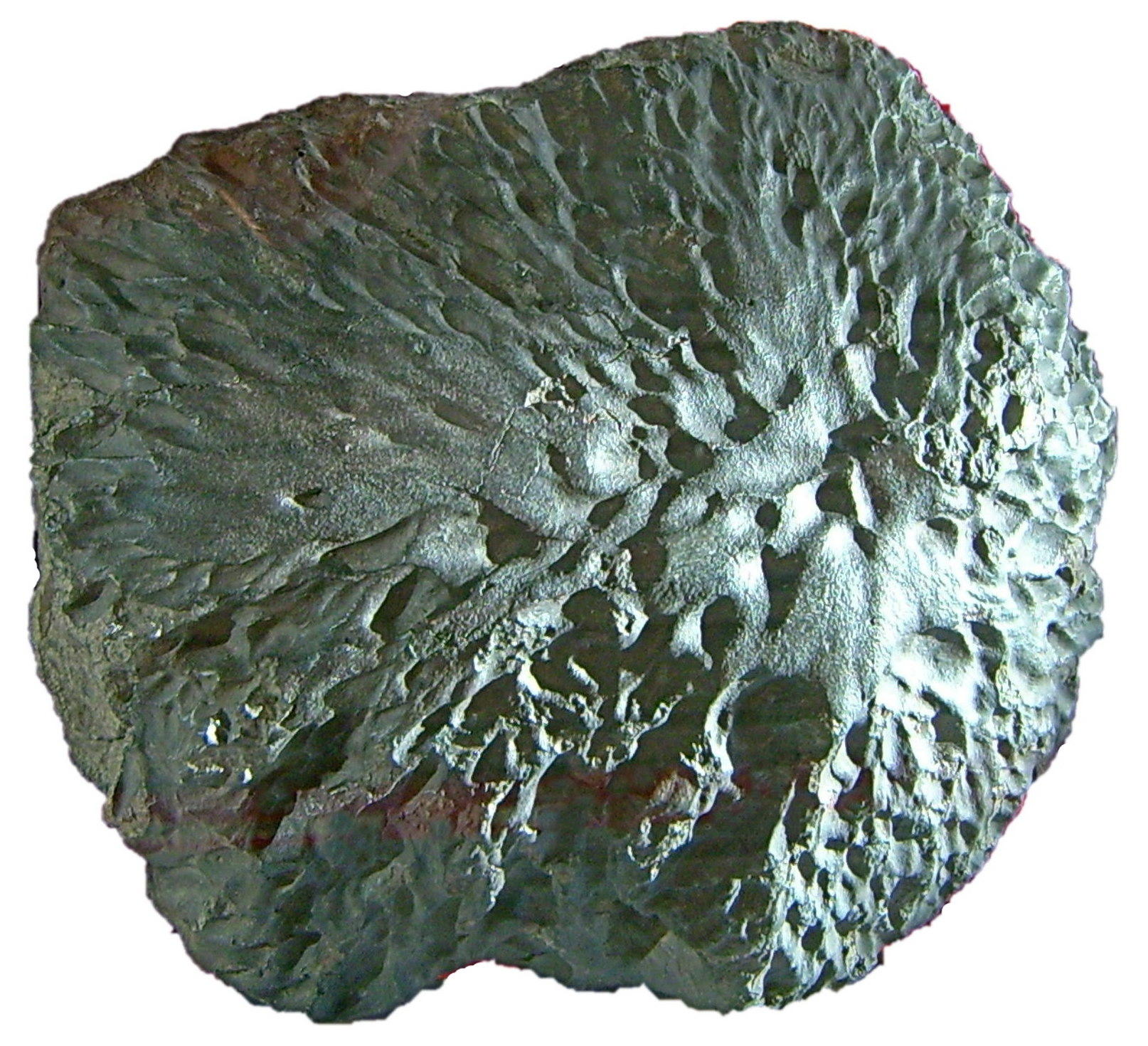

علم الشهب أو النيازك (بالإنجليزية: Meteoritics)‏ في علم الفلك هو العلم الذي يهتم بدراسة النيازك وغيرها من المواد خارج كوكب الأرض التي تزيد فهمنا لأصل وتاريخ النظام الشمسي. علم الشهب أو النيازك يرتبط ارتباطا وثيقا بالكيمياء الكونية، وعلم المعادن والكيمياء الأرضية. ويعرف المتخصص الذي يدرس علم النيازك باسم النيزكي meteoriticist.

## ولادة علم علم الشهب والنيازك
مع أن عدد كبير من النيازك تسقط باستمرار على الأرض منذ ملايين السنين، فقد ظلت خارج الدراسة العلمية حتى القرن الثامن عشر. إلا إن قليلاً من العلماء كان يمتلك الجرأة لأن يعتقد بأن النيازك قادمة من نقطة أبعد من كوكبنا. أولئك الذين قالوا بهذا القول إما اعتُبروا حمقى أو مهرطقين وكانوا عرضة للسخرية والازدراء.وخلال النصف الثاني من القرن الثامن عشر رفضت مجموعة من العلماء ببساطة وجود النيازك.وبدءاً من عام 1790م بدأت نظرية مصدر النيزك في الانتقال من طور التنظير الخيالي إلى طور الحقيقة العلمية.

## البحث العلمي
يشمل البحث العلمي في علم النيازك جمع النيازك وتحديدها وتصنيفها وتحليل العينات المأخوذة منها في المختبر. وتشمل التحليلات النموذجية فحص المعادن التي تشكل النيزك، ومواقعها النسبية والتراكيب الكيميائي، وتحليل نسب النظائر والتاريخ الإشعاعي. وتستخدم هذه التقنيات لتحديد العمر، وعملية التشكل والتاريخ اللاحق للمادة المكونة للنيزك. وهذا يوفر معلومات عن تاريخ النظام الشمسي، وكيف تشكل وتطور، وعملية تشكل الكواكب.